# Nina Åkerblom Nielsen
Nina Åkerblom Nielsen, född 1980, är en svensk sångerska, pianist, kompositör och textförfattare.

## Biografi
Åkerblom Nielsen är utbildad vid Musikhögskolan i Göteborg och Kungliga Musikhögskolan i Stockholm (examen 2007) med tidig sång som specialitet.
Hon har varit verksam inom flera olika genrer: barock- och renässanssång, svensk och keltisk folkmusik, jiddischsång, romantiska arior, jazz, musikalhits, nutida experimentell konstmusik med mera. Sedan 2020 har hon huvudsakligen varit verksam som singer-songwriter. Hon har turnerat internationellt med Ensemble Villancico, Le Tendre Amour från Barcelona och nationellt med en rad olika ensembler och program såsom föreställningen "Shakespeare I am" med Sven Wollter och musikerna i Ensemble Mare Baltikum, samt en jubileumsturné med Jönköpings Sinfonietta 2013.
Åkerblom Nielsen skriver även musik för kör varav flera stycken finns utgivna på Gehrmans musikförlag. 2016 kom hennes hittills största verk Missa Nova Sofiae för kör, instrumentalister och solister. Stycket "Sångernas sång" är inspelat av Rilkeensemblen under ledning av körlegendaren Gunnar Eriksson. Hon har också komponerat teatermusik till barnföreställningen "Det blyga hjärtat".
Nina har givit ut fyra album med egen musik. Butter and bread (2010) Some Solitary Wander (2018) Tid (2022) samt Nobody knows this little rose (2023), de två sistnämnda på välrenommerade bolaget Kakafon Records. 
Albumen har rosats av kritiker både nationellt och internationellt.

## Stipendier
- 2001 Svenska kyrkan i Jönköpings musikstipendium
- 2003 Katz Kulturfond
- 2004 Sten A Olssons fond för forskning och kultur
- 2004 Stipendium ur Adlerbertska fonden
- 2007 Stipendium från Kungliga Musikhögskolan
- 2008 Jönköpings kommuns kulturstipendium
- 2009 Stipendium ur Anders Sandrews stiftelse
- 2009 Arbetsstipendium från Jönköpings landsting
- 2012 Kultur– och scenkonstpriset, Jönköpingsgalan
- 2014 Arbetsstipendium från Konstnärsnämnden
- 2022 Smålands Kulturpris av Smålands Akademi

## Diskografi
- Simon Phipps Vokalensemble: Benjamin Britten (Footprint Records), 2003 - gästsolist
- Ensemblen Yamandú och Mikaeli Kammarkör: Mångfaldsmässa (Yamandú Music), 2006 - solist
- Butter and Bread (Manora Records), 2010 - sångerska, låtskrivare, arrangör
- Vokalkvartetten Vox: Mycket hemliga visor, 2010 - solist
- Ensemble Le Tendre Amour: All in a Garden Green (Brilliant Classics), 2011 - solist[5]
- Ensemblen Yamandú och Örnsköldsviks Kammarkör: Gud är nära (Yamandú Music), 2011 - solist
- Some Solitary Wander (Pehja Production), 2018 - sångerska, pianist, kompositör, arrangör
- Stahlhammer Klezmer Classic Trio: In Memory, 2019 - gästsolist
- Tid (Kakafon Records), 2022
- Nobody Knows This Little Rose (Kakafon Records),2023

### Övrigt
- Ensemble Villancico: Codex Kellungensis (Sjelvar Records), 2005
- Rilkeensemblen: Rilke (Footprint Records), 2005
- Rilkeensemblen: Rilkeensemble sings Arne Mellnäs (Footprint Records), 2006
- Ensemblen Yamandú och Mikaeli Kammarkör: Mångfaldsmässa (Yamandú Music), 2006 - solist